# Power Kansas Little Tour
Power Kansas Little Tour è l'undicesimo tour ufficiale della band statunitense Kansas, a supporto del loro album Power. 

## Formazione
- Phil Ehart - Batteria
- Steve Walsh - tastiera, voce
- Billy Greer - Basso
- Steve Morse - Chitarra, Tastiera
- Rich Williams - Chitarra

## Date
Calendario completo del tour
|                  |              |                       |                    |      |  |
|                  |              |                       |                    |      |  |
| Data             | Città        | Paese                 | Luogo              | Note |  |
| 1 novembre 1986  | Oshkosh      | Stati Uniti d'America | Kolf Sports Center |      |  |
| 2 novembre 1986  | Omaha        | Stati Uniti d'America |                    |      |  |
| 19 novembre 1986 | Tulsa        | Stati Uniti d'America |                    |      |  |
| 20 novembre 1986 | Ames         | Stati Uniti d'America |                    |      |  |
| 22 novembre 1986 | Jacksonville | Stati Uniti d'America |                    |      |  |
| 25 novembre 1986 | Washington   | Stati Uniti d'America |                    |      |  |
| 1 aprile 1987    | Columbia     | Stati Uniti d'America |                    |      |  |
| 3 aprile 1987    | Atlanta      | Stati Uniti d'America |                    |      |  |
| 4 aprile 1987    | Atlanta      | Stati Uniti d'America | Kolf Sports Center |      |  |
| 9 aprile 1987    | Nashville    | Stati Uniti d'America |                    |      |  |
| 10 aprile 1987   | Cincinnati   | Stati Uniti d'America |                    |      |  |
| 11 aprile 1987   | Detroit      | Stati Uniti d'America |                    |      |  |
| 12 aprile 1987   | Indianapolis | Stati Uniti d'America |                    |      |  |
| 16 aprile 1987   | Chicago      | Stati Uniti d'America |                    |      |  |
| 17 aprile 1987   | Milwaukee    | Stati Uniti d'America |                    |      |  |
| 18 aprile 1987   | Minneapolis  | Stati Uniti d'America |                    |      |  |
| 19 aprile 1987   | Minneapolis  | Stati Uniti d'America |                    |      |  |